# Dombrád
Dombrád  este un oraș în districtul Kisvárda, județul Szabolcs-Szatmár-Bereg, Ungaria, având o populație de 4.321 de locuitori (2011). 

## Demografie
Componența etnică a orașului Dombrád
     Maghiari (91,77%)
     Romi (7,77%)
     Necunoscut (0,26%)
     Alții (0,21%)
Componența confesională a orașului Dombrád
     Reformați (53,58%)
     Romano-catolici (13,15%)
     Fără religie (5,81%)
     Greco-catolici (1,71%)
     Necunoscută (25,34%)
     Atei (0,42%)
     Alte religii (1,94%)
Conform recensământului din 2011, orașul Dombrád avea 4.321 de locuitori. Din punct de vedere etnic, majoritatea locuitorilor (91,77%) erau maghiari, cu o minoritate de romi (7,77%). Apartenența etnică nu este cunoscută în cazul a 0,26% din locuitori.  Din punct de vedere confesional, majoritatea locuitorilor (53,58%) erau reformați, existând și minorități de romano-catolici (13,15%), persoane fără religie (5,81%) și greco-catolici (1,71%). Pentru 25,34% din locuitori nu este cunoscută apartenența confesională.